# Liste der Bodendenkmale in Erkner
Die Liste der Bodendenkmale in Erkner enthält alle Bodendenkmale der brandenburgischen Gemeinde Erkner und ihrer Ortsteile auf der Grundlage der Landesdenkmalliste vom 31. Dezember 2020.
Die Baudenkmale sind in der Liste der Baudenkmale in Erkner aufgeführt.
| Gemarkung                 | Flur       | Kurzbeschreibung | Bodendenkmalnummer | Bemerkung | Bild |
| ------------------------- | ---------- | --- | ------------------ | --------- | ---- |
| Erkner (Lage)             | 6          | Siedlung Steinzeit, Siedlung Eisenzeit, Siedlung Bronzezeit                                                                                        | 90358              |           |      |
| Erkner (Lage)             | 7          | Siedlung Urgeschichte, Siedlung Neolithikum | 90359              |           |      |
| Erkner (Lage)             | 4          | Siedlung Bronzezeit | 90360              |           |      |
| Erkner (Lage)             | 2          | Siedlung deutsches Mittelalter | 90361              |           |      |
| Erkner (Lage)             | 9          | Gräberfeld Bronzezeit | 90362              |           |      |
| Erkner (Lage)             | 1          | Siedlung Steinzeit | 90364              |           |      |
| Erkner (Lage)             | 6          | Siedlung Eisenzeit, Gräberfeld Bronzezeit, Siedlung Neolithikum, Siedlung deutsches Mittelalter, Siedlung römische Kaiserzeit, Siedlung Bronzezeit | 90365              |           |      |
| Erkner (Lage)             | 1, 2, 3, 4 | Einzelfund Neolithikum, Dorfkern Neuzeit, Einzelfund deutsches Mittelalter                                                                         | 90366              |           |      |
| Erkner (Lage)             | 3, 4       | Grab Neolithikum, Friedhof Neuzeit, Friedhof Mittelalter, Siedlung Neolithikum, Einzelfund slawisches Mittelalter, Siedlung Urgeschichte           | 90367              |           |      |
| Erkner (Lage)             | 4          | Siedlung Neolithikum, Siedlung Urgeschichte, Siedlung Bronzezeit                                                                                   | 90368              |           |      |
| Erkner (Lage)             | 4          | Siedlung Neolithikum, Siedlung Bronzezeit | 90369              |           |      |
| Erkner (Lage)             | 5          | Siedlung Steinzeit, Siedlung Urgeschichte | 90370              |           |      |
| Erkner (Lage)             | 5, 6       | Siedlung Steinzeit, Siedlung Urgeschichte | 90372              |           |      |
| Erkner (Lage)             | 5, 6       | Siedlung Urgeschichte | 90373              |           |      |
| Erkner (Lage)             | 6          | Rast- und Werkplatz Mesolithikum, Siedlung römische Kaiserzeit                                                                                     | 90374              |           |      |
| Erkner (Lage)             | 6          | Siedlung Bronzezeit, Siedlung Eisenzeit | 90375              |           |      |
| Erkner, Neu Zittau (Lage) | 7, 5       | Siedlung Steinzeit | 90363              |           |      |